# Кортес, Эдуард Леон
Эдуард Леон Кортес (фр. Édouard Leon Cortès; 1882—1969, Ланьи-сюр-Марн) — французский постимпрессионист французского и испанского происхождения. Известен своими поэтическими образами Парижа.

## Биография
Родился 26 апреля 1882 года. Его отец, Антонио Кортес (Antonio Cortès) был художником при Короне Испании.
В 17 лет Эдуард начал обучение в Школе изящных искусств в Париже; его первая же выставка в 1901 году принесла ему известность. Однажды, когда журналист спросил его, не является ли он учеником Луиджи Луара (Luigi Loir), он каламбурно ответил «Non, elève de lui tout seul» (нет, я сам свой ученик).
В 1914 году Эдуард женился на Фернанде Жуаёз (Fernande Joyeuse), в 1916 году у них родилась дочь.
Хотя Кортес был пацифистом, когда война затронула его родную деревню, он, в возрасте 32 лет, записался во французскую пехоту. Получил штыковое ранение, был госпитализирован, получил Военный крест (Croix de Guerre).
После выздоровления был переведён, использовал свой художественный талант для зарисовки вражеских позиций. Его убеждения позже привели к отказу от предложенного правительством ордена Почётного легиона, и в 1919 году он был демобилизован. Его жена умерла в 1918 году, и он вскоре женился на своей свояченице Люсьене Жуаёз (Lucienne Joyeuse).
В 1945 году работы Кортеса были впервые выставлены в Северной Америке и тоже имели большой успех. В последний год жизни Кортес был награждён премией Prix Antoine-Quinson от Salon de Vincennes.
Кортес жил скромно, в узком кругу друзей. В его честь в Ланьи была названа улица.
Ряд украденных картин Кортеса находятся в розыске до сих пор; в 2008 году одна из украденных ранее картин была обнаружена среди пожертвований в магазин Goodwill Industries в мэрилендском Истоне; картина была продана за 40 600 долларов США в Сотбис.